# 博韋茨

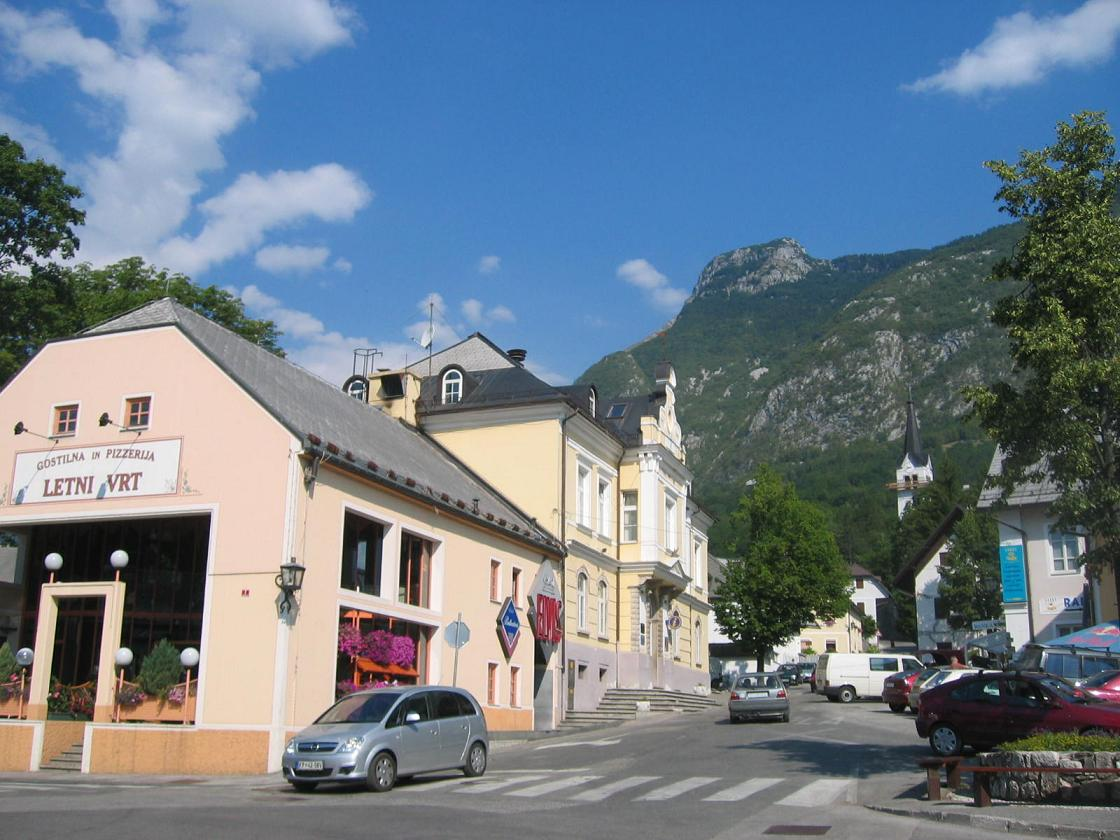

博韋茨是斯洛文尼亞西北部博韋茨市鎮内的城鎮及其行政中心，距離首都盧布爾雅那136公里，毗鄰與奧地利接壤的邊境，面積25.22平方公里，海拔高度434米，2020年人口1,586。

## 外部連結
- 博韦茨市镇官方网站 （斯洛文尼亚文）
- Bovec on Geopedia（页面存档备份，存于）
- Joffitours - accommodation in Bovec （页面存档备份，存于）